# Christian Drosten
Christian Heinrich Maria Drosten (sinh năm 1972) là một nhà virus học người Đức tập trung vào việc nghiên cứu về các loại virus mới (virus mới nổi). Trong đại dịch COVID-19, Drosten đã trở nên nổi tiếng trên toàn quốc với tư cách là một chuyên gia về những tác động và hành động cần thiết để chống lại sự bùng phát dịch bệnh ở Đức.

## Xuất thân và giáo dục
Drosten chào đời tại Lingen và lớn lên tại một trang trại ở Groß Hesepe, Emsland. Sau khi tốt nghiệp trường đại học thể dục dụng cụ Gymnasium Marianum ở Meppen, Drosten ban đầu học ngành kỹ thuật hóa học và sinh học ở Dortmund và Münster. Từ năm 1994, ông theo học Y khoa tại Đại học Johann Wolfgang Goethe Frankfurt am Main và hoàn thành kỳ kiểm tra quốc gia lần thứ ba vào tháng 5 năm 2000. Ông đã học tiến sĩ tại Viện truyền máu và nghiên cứu miễn dịch huyết học của Cơ quan hiến máu thuộc Hội Chữ thập đỏ Đức (DRK) Hessen ở Frankfurt am Main; Luận án của ông (Dr. med.) về việc thiết lập một hệ thống thông lượng cao để thử nghiệm người hiến máu được đánh giá là summa cum laude.

## Sự nghiệp
Từ tháng 6 năm 2000, Drosten ra làm thực tập sinh trong nhóm phòng thí nghiệm của bác sĩ Herbert Schmitz trong khoa virus học thuộc Viện Y học Nhiệt đới Bernhard Nocht (BNITM) tại Hamburg, nơi ông đứng đầu nhóm phòng thí nghiệm Chẩn đoán Phân tử và thành lập một chương trình nghiên cứu về chẩn đoán phân tử bệnh virus nhiệt đới. Từ năm 2007, Drosten đứng đầu Viện Virus học tại Bệnh viện Đại học Bonn. Năm 2017, ông chấp nhận lời mời đến Charité ở Berlin làm Viện trưởng Viện Virus học.

### Đại dịch COVID-19
Ngày 23 tháng 1 năm 2020, Drosten, cùng với các nhà virus học khác ở châu Âu và Hồng Kông đã công bố quy trình xét nghiệm chẩn đoán PCR thời gian thực (RT-PCR), được Tổ chức Y tế Thế giới (WHO) nhanh chóng chấp nhận, đã gửi bộ dụng cụ xét nghiệm đến các khu vực bị ảnh hưởng.
Trong đại dịch COVID-19, Drosten được The Guardian gọi là "Bộ mặt thực sự của cuộc khủng hoảng coronavirus của đất nước [Đức]", cũng lưu ý rằng Süddeutsche Zeitung đã mô tả Drosten là "chuyên gia đầu ngành giải thích corona của đất nước". Ông là một đối tác của Lothar Wieler, người đứng đầu Viện Robert Koch của Nhà nước ở Berlin, nhằm tư vấn cho chính quyền liên bang và nhà nước Đức.

## Nghiên cứu
Drosten là một trong những người đồng phát hiện ra virus corona liên quan đến SARS (SARS-CoV). Cùng với Stephan Günther, vài ngày sau khi xác định và trước cả Trung tâm Kiểm soát và Phòng ngừa Dịch bệnh Mỹ (CDC) ở Atlanta, ông đã thành công trong việc phát triển một xét nghiệm chẩn đoán virus mới được xác định vào năm 2003. Drosten ngay lập tức phát hiện ra SARS có sẵn cho cộng đồng khoa học trên internet, ngay cả trước khi bài báo của ông xuất hiện trên Tạp chí Y học New England vào tháng 5 năm 2003. Trong số những nhà nghiên cứu khác, điều này được tạp chí Nature vinh danh.
Từ năm 2012, nhóm nghiên cứu do Drosten dẫn đầu còn nghiên cứu Virus corona gây hội chứng hô hấp cấp Trung Đông (MERS-CoV).
Đối với virus corona SARS-CoV-2, xuất hiện lần đầu tiên vào tháng 12 năm 2019, nhóm nghiên cứu dưới sự lãnh đạo của Drosten đã phát triển một thử nghiệm được cung cấp trên toàn thế giới vào giữa tháng 1 năm 2020. Nhóm cũng đã công bố bộ gen được giải trình tự từ các mẫu thu được ở Đức. Trong quá trình xảy ra đại dịch COVID-19, Drosten tư vấn cho các chính trị gia và chính quyền và được mời làm chuyên gia về phương tiện truyền thông, trong số những người khác trong podcast Das Coronavirus-Update mit Christian Drosten (tiếng Anh: The coronavirus update with Christian Drosten), được xuất bản hàng ngày trong tuần kể từ ngày 26 tháng 2 năm 2020 trên Norddeutscher Rundfunk (NDR).
Drosten cam kết phân phối minh bạch dữ liệu khoa học và do đó xuất bản trên các tạp chí chuyên ngành như Eurosurveillance, nơi tất cả các bài báo đều có sẵn miễn phí trên mạng.

## Công nhận
Vào cuối năm 2003, Drosten, cùng với Stephan Günther, đã được Quỹ Werner Otto trao tặng Giải thưởng trị giá 8.000US$ Thúc đẩy Nghiên cứu Y tế để xác định coronavirus SARS và thiết lập một hệ thống xét nghiệm chẩn đoán nhanh.
Năm 2004, Drosten nhận được giải thưởng tài trợ GlaxoSmithKline cho bệnh nhiễm trùng lâm sàng, Giải Abbott Diagnostics của Hội Virus học Lâm sàng châu Âu, Giải bioMérieux Diagnostics từ Hội Vệ sinh và Vi sinh học Đức và giải thưởng sau tiến sĩ về virus học từ Quỹ Robert Koch.
Năm 2005, ông được trao tặng Huân chương Thập tự Liên bang.

## Các hoạt động khác
- Hội nghị Thượng đỉnh Y tế Thế giới, Thành viên Ủy ban Khoa học[12]